# Claviger merkli
Claviger merkli – chrząszcz z rodziny kusakowatych, podrodziny Pselaphinae.

## Biologia
C. merkli był znajdywany w gniazdach Lasius niger i Lasius alienus.

## Występowanie
Występuje w Bułgarii, Grecji i Turcji.